# 宋然
宋然（？—？），第20任水東土司，明朝貴州宣慰使。
宋然是前任土司宋昂之子，他於成化年間繼任土司之位。
先前水西安氏世居水西，管苗民四十八族；水東宋氏世居貴州城側，管水東、貴竹等十長官司，皆設治所於貴州城內，銜列左右。而安氏掌管宣慰使之印，非有公事不得擅自回到水西，即便是公務完竣之後也要回來稟知貴州守臣。成化二十二年（1476年），水西土司安貴榮獲准在「廵歷所部，趣辦貢賦」的時候可以隨時暫時回到水西，令其管束原住民，在安貴榮離開貴州城的時候，宣慰使的印信交由水東土司宋然暫時管理。自此以後，水西土司長期居住在水西。
弘治十年（1497年）七月，宣慰使宋然奏請免除貴州土官應襲職的子孫繳納穀物，得到批准。正德二年（1507年）四月，遣舍把宋璇等貢馬、慶賀。
宋然在位期間，將衙門遷往大羊腸（今開陽縣龍崗鎮）。他酗酒貪淫，所管陳湖等十二馬頭科害苗民，以致激起民變。而水西土司安貴榮也圖謀吞併水東之地，暗中引誘苗民反叛。正德八年（1513年），乖西的苗民阿雜等聚眾二萬餘人，署立名號，攻陷寨堡，突襲了大羊腸，宋然隻身逃往洪邊（今乌当区新添寨）。安貴榮屢次告發宋然激起民變，冀令已撫安之。當時阿雜的黨羽洩露其情，明朝官軍進軍討伐。安貴榮畏懼，便親率水西兵協助官軍平定了叛亂。不久安貴榮死去，被追奪參政的官職。宋然亦被革職，被定為死罪。宋然上奏辯稱，安貴榮圖謀吞併、誘導賊黨叛亂，僅被追奪官職；自己世代守衛爵土，卻被問了死罪，請求赦免。都察院議論後也認為安貴榮更為惡劣，最終明廷命令革去宋然的冠帶、免為庶民，令量納米穀贖罪。
宋然無子，其土司之位由其姪宋仁繼任。經歷此次事件後，水東土司的勢力逐漸衰落。正德九年（1514年）九月，巡撫貴州都御史沈林提議將貴竹、平伐等七長官司并洪邊十二馬頭地方金筑、安撫二司總設為府，洪邊、貴竹各設縣，皆以流官撫理，水東土司宋儲改授軍職。這個提議被明武宗否決。